# 名古屋 (成田市)
名古屋（なごや）は、千葉県成田市の大字。郵便番号289-0116。

## 地理
北は猿山、北東は七沢、東は倉水、青山、南東は成井、南は大室、土室、南西は幡谷、高倉、西は四谷、西大須賀、北西は大菅に隣接している。

### 地価
住宅地の地価は、2014年（平成26年）1月1日の公示地価によれば、名古屋字横峰1374番310の地点で8050円/m2となっている。

## 世帯数と人口
2017年（平成29年）10月31日現在の世帯数と人口は以下の通りである。
| 大字   | 世帯数  | 人口    |
| ------ | ------- | ------- |
| 名古屋 | 681世帯 | 1,637人 |

## 小・中学校の学区
市立小・中学校に通う場合、学区は以下の通りとなる。
| 番地 | 義務教育学校           |
| ---- | ---------------------- |
| 全域 | 成田市立下総みどり学園 |

## 施設
- 成田市立下総みどり学園
- 千葉県立下総高等学校
- 成田市学校給食センター下総分所
- 成田市立小御門保育園
- 小御門郵便局
- 成田警察署名古屋駐在所
- JAかとり小御門
- 小帝共同利用施設
- 芙蓉邸街共同利用施設
- 東京電力パワーグリッド小御門変電所
- 成田用水県営名古屋加圧機場

### コミュニティセンター等
- 外記林コミュニティセンター
- 下門前コミュニティセンター
- 内宿コミュニティセンター
- 日豊団地コミュニティセンター
- 芦ヶ場集会施設

### 神社仏閣等
- 小御門神社
- 八幡神社
- 愛宕神社
- 須賀神社
- 乗願寺
- 東光寺
- 清龍寺
- 名古屋城跡

## 交通

### バス
- 成田市コミュニティバス[7][8]
  - しもふさ循環ルート 名古屋方面（運行会社：千葉交通）[9][10]
    - （滑河駅） - 下総高校前 - 小御門神社前 - 新宿入口 - 芦ケ場団地 - 日豊団地入り口 - （青山、成井） - 御林・フジクラ入口 - 外記林入口 - 七沢入口 - 下総中脇 - 三ツ矢団地前 - 小御門神社前 - 下総高校前 - （滑河駅）

  - しもふさ循環ルート 滑河・名古屋方面（運行会社：千葉交通）[9][10]
    - （滑河駅） - 芙蓉邸街入口 - 抱松共同利用前 - 須賀神社前 - 新宿入口 - 小御門神社前 - 下総高校前 - （滑河駅）

### 道路
- 主要地方道
  - 千葉県道79号横芝下総線
- 都道府県道
  - 千葉県道103号江戸崎下総線